# Zinaida Stahurskaia
Zinaida Stahurskaia née le 9 février 1971 à Vitebsk et morte le 25 juin 2009 dans la même ville, est une coureuse cycliste biélorusse. 
Professionnelle durant les années 1990 et 2000, elle obtient ses meilleurs résultats au début des années 2000. Elle remporte le championnat du monde de cyclisme sur route féminin en 2000 à Plouay, le Tour d'Italie féminin en 2001 et la Grande Boucle Féminine en 2002. 
Elle reprend la compétition en juin 2007.
Elle meurt le 25 juin 2009 en Biélorussie. Elle est renversée par une automobile alors qu'elle s'entraînait.

## Dopage
Elle subit deux premiers contrôles antidopage positif en 2001 à un diurétique et en 2003 à l'éphédrine, qui lui valent quatre mois de suspension en 2002 puis deux en 2004. En 2005, elle est contrôlée positive à trois reprises, au stanozolol puis à la testostérone, ce qui lui vaut une suspension de deux ans. Des fouilles chez elle en décembre 2006 révèlent la présence de produits dopants. L'enquête montre ensuite qu'elle prend part à un trafic de produits prohibés à la fois pour les amateurs et les professionnels.

## Palmarès
- 1993
  - 7e étape du Tour de l'Aude
- 1994
  - Tour de Feminin - Krásná Lípa :
    - Classement général
    - 1re et 4e étapes

  - 8e étape du Tour du Finistère
  - GP Presov
- 1996
  - 3e et 4e étapes du GP Presov
- 1997
  - 4e étape du Memorial Michela Fanini
  - 3e et 4e étapes du GP Presov
  - 2e du GP Presov
  - 3e du Grand Prix Suisse
  - 9e du championnat du monde du contre-la-montre
- 1998
  - 5e étape du Tour du Trentin-Haut-Adige-Tyrol-du-Sud
  - 4e étape du GP Presov
  - 2e du Grand Prix Carnevale d'Europa
  - 3e du GP Presov
- 1999
  - GP Liberazione
  - 2e et 4e étapes du Tour du Trentin-Haut-Adige-Tyrol-du-Sud
  - 3e étape du Tour d'Italie
  - 2e du Tjejtrampet
- 2000
  -  Championne du monde sur route
  - Tour de Toscane féminin-Mémorial Michela Fanini :
    - Classement général
    - 1re, 2e, 3e et 4e étapes

  - 2e du Tour du Stausee
  - 3e du GP Liberazione
  - 3e du Trofeo Citta di Schio
  - 8e du championnat du monde du contre-la-montre
- 2001
  - Tour d'Italie : 
    -  Classement général
    - 2ea, 4e et 9e étapes 

  - 5e étape du Tour de Snowy
  - 6e étape du Tour de Toscane féminin-Mémorial Michela Fanini
  - 6e étape de la Grande Boucle Féminine
  - Tour du Trentin-Haut-Adige-Tyrol-du-Sud :
    - Classement général
    - 1re et 3e étapes (contre-la-montre)

  - 3e étape de l'Emakumeen Bira
  - 2e du Tour de Snowy
  - 2e du Tour de Toscane féminin-Mémorial Michela Fanini
  - 2e du Grand Prix Carnevale d'Europa
  - 3e de l'Emakumeen Bira
  - 3e de la World Cup Hamilton City
  - 4e de la Primavera Rosa
  - 8e de la Flèche wallonne
- 2002
  - La Grande Boucle Féminine :
    - Classement général
    - 14e étape

  - 2e et 8e étapes du Tour d'Italie
  - 2e étape du Tour de Toscane
  - Trofeo Alfa Lum
  - 2e du Tour d'Italie
  - 2e du Tour de Toscane
  - 3e du Trofeo Alfredo Binda-Comune di Cittiglio
  - 3e de l'Emakumeen Bira
  - 3e du GP Liberazione
  - 3e du Tour du Trentin-Haut-Adige-Tyrol-du-Sud
  - 5e du Grand Prix Suisse
- 2003
  - 2e étape du Tour d'Italie
  - Trofeo Riviera Della Versilia
- 2004
  - 2e et 4e étapes du Tour du Trentin-Haut-Adige-Tyrol-du-Sud
  - 2e du Tour du Trentin-Haut-Adige-Tyrol-du-Sud
- 2005
  - Grand Prix Carnevale d'Europa
  - GP Città di Castenaso
  - Tour féminin en Limousin :
    - Classement général
    - 1re, 3ea et 4e étapes

  - Tour de Saint-Marin :
    - Classement général
    - 2e étape
- 2008
  - 2e du championnat de Biélorussie sur route
  - 3e du championnat de Biélorussie du contre-la-montre